# Уэйлс, Бобби
Бо́бби Уэйлс (англ. Bobby Wales; род. 23 июня 2005, Hurlford) — шотландский футболист, нападающий клуба «Килмарнок».

## Клубная карьера
Уэйлс — воспитанник клубов «Харфолд Бойз» и «Килмарнок». 29 октября 2022 года в матче против «Сент-Джонстона» он дебютировал в шотландской Премьер-лиге в составе последних. В 2023 году Уэйлс на правах аренды перешёл в «Аллоа Атлетик». 30 сентября в матче против «Эдинбург Сити» он дебютировал в Первой лиге Шотландии. 23 декабря в поединке против «Монтроза» Бобби забил свой первый гол за «Аллоа Атлетик». По окончании аренды Уэйлс вернулся в «Килмарнок». 8 августа 2024 года в поединке квалификации Лиги конференций против норвежского «Тромсё» Бобби забил свой первый гол за команду.
Летом 2025 года Уэйлс перешёл в валлийский «Суонси Сити», подписав контракт на четыре года. 

## Международная карьера
В 2022 году в составе юношеской сборной Шотландии Мур принял участие в юношеском чемпионате Европы в Израиле. На турнире он сыграл в матчах против команд Дании и Швеции.